# Armonico (Acid Folk Alleanza)
Armonico è il quarto ed ultimo album degli Acid Folk Alleanza, prodotto dal Consorzio Produttori Indipendenti nel 1999.

## Tracce
Lato A
1. Segno
2. Kajà
3. Onda Armonica
4. Presenze
5. Compassione
6. Animata Aria
7. Raggiungimi
8. Madicine Man
9. Svanire
10. Sacralità